# Byron Weston
Byron Curtis Weston (* 9. April 1832 in Dalton, Berkshire County, Massachusetts; † 8. November 1898 ebenda) war ein US-amerikanischer Politiker. Zwischen 1880 und 1883 war er Vizegouverneur des Bundesstaates Massachusetts.

## Werdegang
Byron Weston entstammte einer reichen Familie aus Neuengland. Er besuchte die öffentlichen Schulen in Easthampton und in Beloit (Wisconsin). Anschließend begann er eine Lehre in der Papierfabrik seines Onkels in Saugerties im Staat New York. Danach war er als Geselle in dieser Branche tätig. Zu Beginn des  Bürgerkrieges arbeitete er im Berkshire County, wo er an der Aufstellung des 49. Regiments der Freiwilligen beteiligt war. Er selbst kommandierte dann als Hauptmann eine Kompanie dieses Waffenverbandes. Nach seiner Militärzeit gründete Weston die Weston Paper Company in Dalton, die bis zu ihrem Verkauf im Jahr 2008 existierte. Politisch schloss er sich der Republikanischen Partei an. 1876 wurde er in den Senat von Massachusetts gewählt.
Im Jahr 1879 wurde Weston an der Seite von John D. Long zum Vizegouverneur von Massachusetts gewählt. Dieses Amt bekleidete er zwischen 1880 und 1883. Dabei war er Stellvertreter des Gouverneurs. Nach seiner Zeit als Vizegouverneur setzte er seine früheren Tätigkeiten fort. Er war mit Julia Clark Mitchell verheiratet, mit der er zehn Kinder hatte. Eines seiner Enkelkinder war die Köchin Julia Child (1912–2004). Byron Weston engagierte sich auch finanziell an verschiedenen Einrichtungen seiner Heimatstadt. Er starb am 8. November 1898 in Dalton.